# Budapesti Postás SE
A Budapesti Postás Sport Egyesület egy 1899-ben alapított magyar sportegyesület, melynek székhelye Budapest XIV. kerületében a Róna utcában volt található. Az egyesület 2024-ben jogutód nélkül megszűnt.

## Névváltozások
- 1899–1901 Budapesti Posta és Távirda Tisztviselők Sport Egyesülete
- 1901–1917 Postások Sport Egyesülete
- 1917–1918 Postás Sport Egyesület
- 1918–1919 Postások Sport Clubja
- 1919–1950 Postás Sport Egyesület
- 1950–1954 Budapesti Postás SK
- 1956– Postás SE
- 1996–2004 Postás MATÁV SE
- 2004–2024 Postás SE

## Híres labdarúgók
* a félkövérrel írt játékosok rendelkeznek felnőtt válogatottsággal.
- Bádonyi Gyula
- Bienenstock Sándor
- Bihari Károly
- Bodor Ödön
- Buda István
- Csernai Pál
- Gabrovitz Emil
- Harsády József
- Kertay Lajos
- Koltai József
- Komáromi Tibor
- Minder Frigyes
- Raduly József
- Steiner Bertalan

## Híres edzők
- Baróti Lajos

## Sikerek
NB I
- Ezüstérmes: 1905

NB II
- Bajnok: 1902, 1933-34, 1951

## Elnökei
- Rostás Gábor (2002–2018)

## Szakosztályok
- asztalitenisz
- atlétika
- jégkorong (1945–1955, 1957–1969)
- kerékpár
- kézilabda
- tájfutás
- teke
- torna
- labdarúgás (1899–1986)